# مارشال كولمان
مارشال كولمان (بالإنجليزية: Marshall Coleman) هو محامي وسياسي أمريكي، ولد في 8 يونيو 1942 في ستونتون في الولايات المتحدة. حزبياً، نشط في الحزب الجمهوري. وقد انتخب عضو مجلس ولاية فرجينيا.